# Tone Gunn Frustøl
Tone Gunn Frustøl (21 de junho de 1975) é uma futebolista norueguesa. campeã olímpica

## Carreira
Foi medalhista olímpica de bronze pela seleção de seu país em 1996.